# P. G. C. Hajenius
P. G. C. Hajenius ist ein Zigarrenhändler am Rokin 96 in der Innenstadt von Amsterdam.

## Geschichte

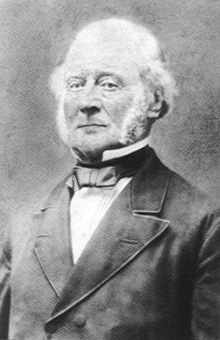
Pantaleon Gerhard Coenraad Hajenius

Die Geschichte von Hajenius reicht zurück bis ins Jahr 1826. In dem Jahr zog der 19-jährige Pantaleon Gerhard Coenraad Hajenius (* 1806 in Arnhem; † 1889 in Amsterdam) von Doesburg nach Amsterdam. Er eröffnete seinen eigenen Tabakhandel im Hotel „Rijnstroom“ am Vijgendam.
Die Lage war für Hajenius sehr vorteilhaft, da es sich gleich in der Nähe der Tabakbörse befand. Hajenius ließ von importiertem Tabak seine Zigarren herstellen und konnte große Erfolge erzielen. Seine Zigarren wurden über die Landesgrenzen bekannt und von Kennern geschätzt. Mit der Zeit wurde seine Niederlassung zu klein und sein Geschäft zog um.

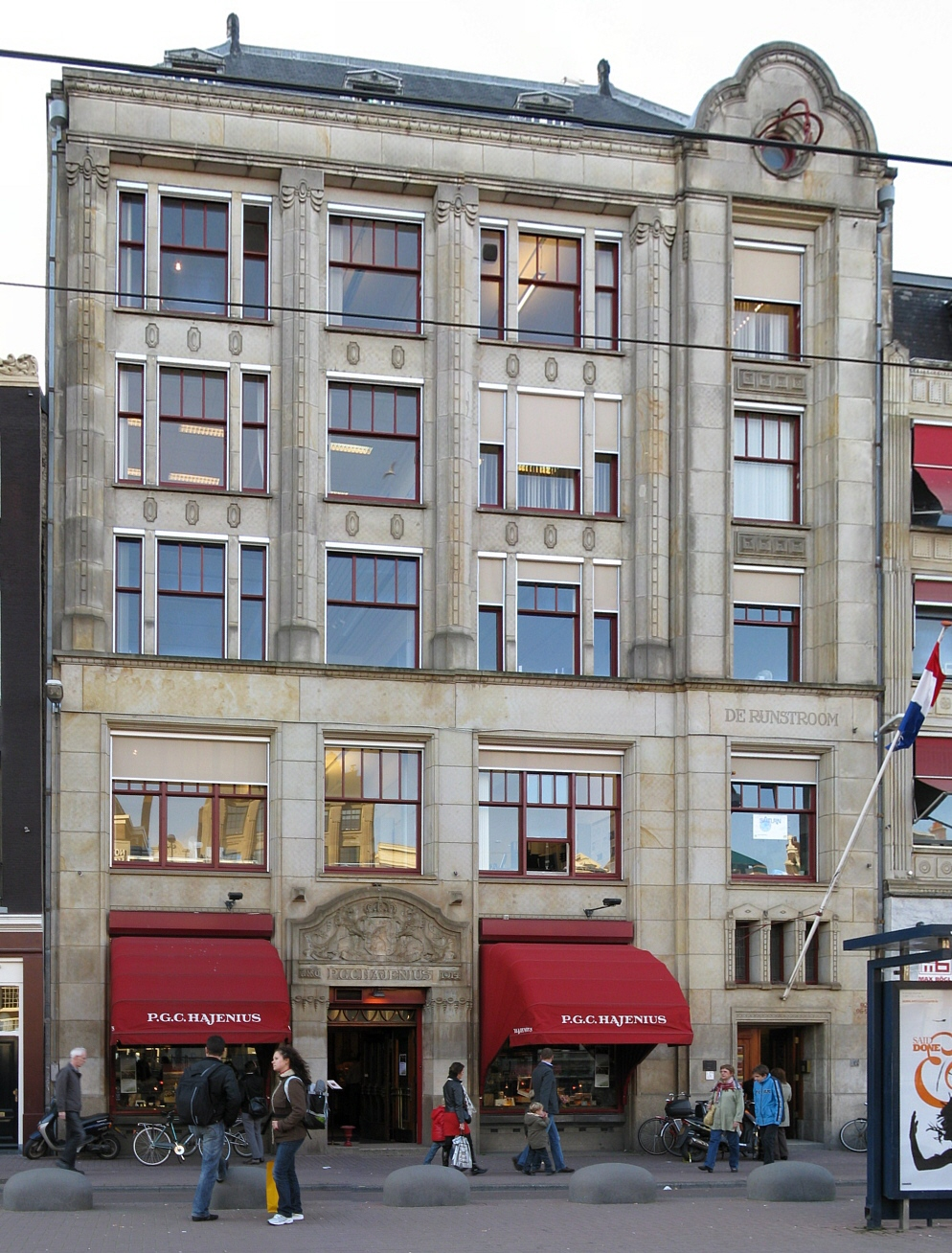
Haus „De Rijnstroom“ in Amsterdam

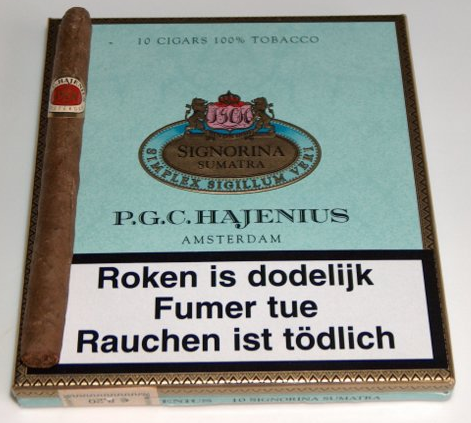
Sumatra-Zigarren „Signorina“ von P. G. C. Hajenius

Seine Kundschaft gehörte zu den vornehmsten. Deshalb wurde es notwendig, in ein dementsprechend repräsentatives Gebäude umzuziehen. Er ließ sich ein vornehmes Haus am Rokin vom Architekten Adolf Daniël Nicolaas van Gendt aus deutschem Sandstein erbauen. Dieses Haus wurde ebenfalls „De Rijnstroom“ (Der Rhein) benannt. Der Umzug fand im Jahre 1915 statt und sollte der letzte sein.
Das Hauptgeschäft wurde im Art-déco-Stil erbaut. Innen wurde es mit italienischem Marmor, kunstvollen Ornamentik, Kronleuchtern und hölzerne Wandvertäfelung ausgestattet. In mehreren aufeinanderfolgenden Räumen sind die Produkte des Hauses hinter Glasvitrinen ausgestellt. Es wird jedoch auch für kulturelle Zwecke und Empfänge verwendet.
Hajenius’ Nachfolger wurde sein Geschäftspartner Hendrik Willem Nijman (* 1831 in Zutphen; † 1892 in Amsterdam), dessen Nachkommen nacheinander die Inhaber bis in die 1990er Jahre wurde. Hajenius wurde zum königlichen holländischen Hoflieferanten ernannt. Sein Nachfolger Nijman erhielt den k.u.k. Hoflieferantentitel. Weiters belieferte Hajenius die Könige von Belgien, Rumänien, Schweden und Norwegen, den Herzog von Nassau, den Prince of Wales und Großfürst Wladimir von Russland.